# Strathisla

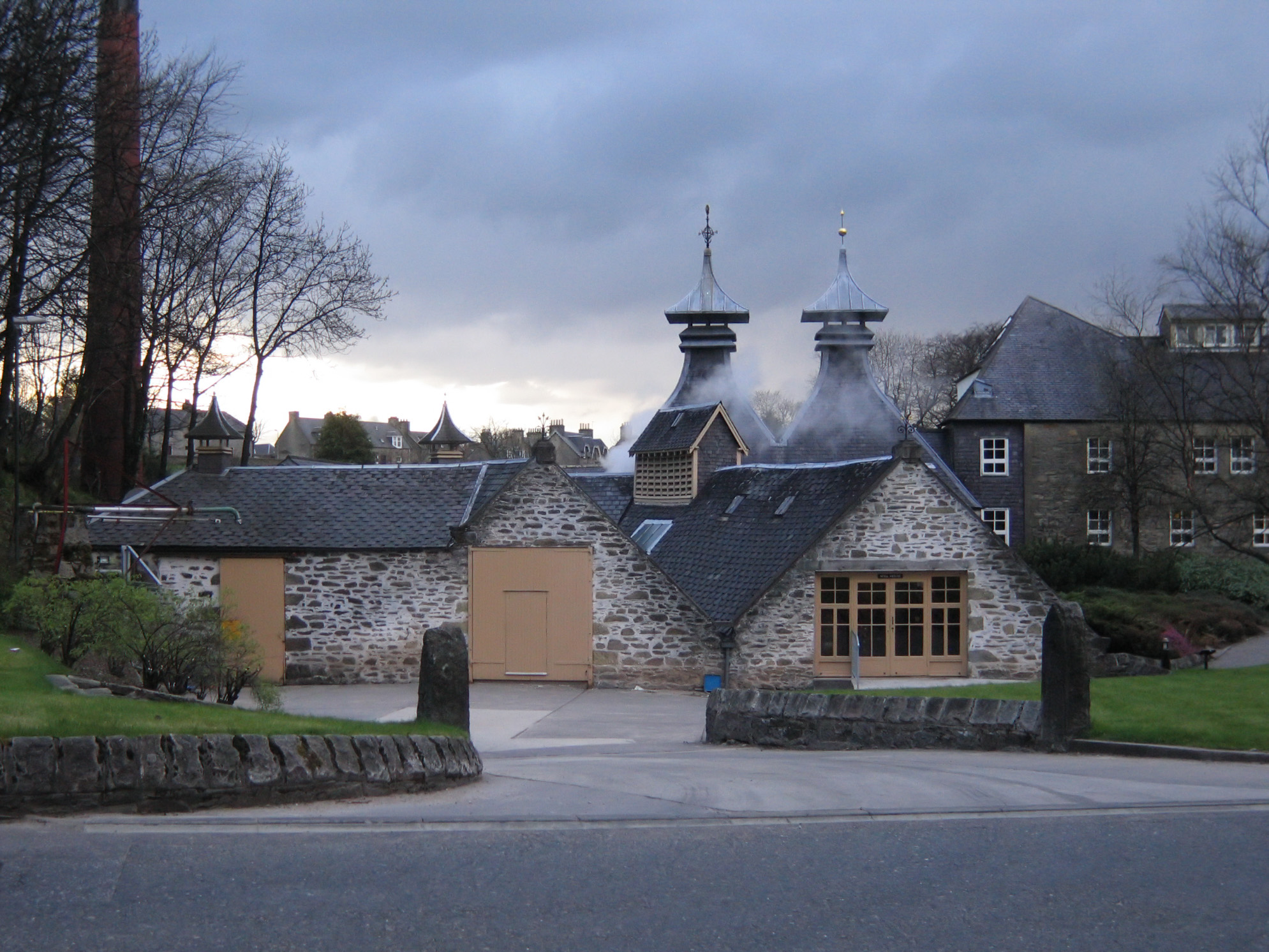
Sede

Strathisla è una distilleria di whisky situata nella regione dello Strathspey, nel nord della Scozia.

## Storia
Fondata nel 1786 da George Taylor e Alexander Milne, la distilleria si chiamava allora Milltown Distillery. La distilleria fu acquistata nel 1828 da William Longmore dopo essere stata di proprietà di McDonald, Ingram & Co. Nel 1879 fu distrutta da un incendio. Tra il 1870 e il 1890 la distilleria portava provvisoriamente il nome di Strathisla, ma fu ribattezzata Milton. Fu nel 1949 che fu ribattezzata Strathisla in seguito alla sua acquisizione da parte di James Barclay, uno dei membri del gruppo Chivas Brothers che all'epoca apparteneva alla Seagram (di proprietà di Sam Bronfman).
La distilleria appartiene al gruppo Pernod Ricard dal 2001 in seguito all'acquisizione da parte di Pernod di The Chivas and Glenlivet Group, appartenente a Seagram.
La specificità di questa distilleria risiede nell'utilizzo di alambicchi conici ("classic pot still") e a compartimento sferico ("boil ball") di piccole dimensioni, con ampi colli di cigno.

### Toponomastica
Strathisla (pronunciato "strathEYEla") significa "La Valle di Isla", "strath" denota in gaelico scozzese una valle poco profonda.

## Produzione
L'acqua utilizzata proviene dalla sorgente di Broomhill vicino alla distilleria. La distilleria dispone di un ammostamento (4,84 tonnellate) in acciaio inox e di undici tini di fermentazione (24.500 litri ciascuno) in abete di Douglas. Il whisky viene distillato in due wash still, ciascuno seguito da uno spirit still. Per la conservazione vengono utilizzate botti di Sherry e Bourbon.

## Prodotti
- Un prodotto principale della distilleria è il whisky single malt maturato per dodici anni. È disponibile anche con un invecchiamento di 8, 18 e 21 anni.
- Diversi imbottigliamenti speciali, alcuni dei quali non realizzati direttamente dalla distilleria, ad esempio lo Strathisla di 25 anni, vengono imbottigliati da Gordon & MacPhail.
- Un'altra grande parte della produzione è costituita da un whisky miscelato chiamato Chivas Regal.

## Curiosità
Il 15 giugno 1993, un gatto bianco e nero fu trovato durante una spedizione di botti di Bourbon dal Kentucky.  Il gatto è stato battezzato Dizzy perché è inciampato all'aria aperta dopo che il container è stato aperto. La ragione di ciò è stata probabilmente la malnutrizione dopo il viaggio di quattro settimane e, ultimo ma non meno importante, il Bourbon fuoriuscito dalle botti. Dopo sei mesi di quarantena, Dizzy è stato impiegato come cacciatore di topi per Chivas Brothers.